# 林阳国
林阳国在扶南西南七千里，离金陈国二千里。土地平博，信奉佛教。

《康泰扶南传》记载
扶南之西南有林阳国，去扶南七千里，土地奉佛，有数千沙门持戒六，齋曰鱼肉不得入国。一日再市。朝市诸杂米、干果，暮中但货香花。……林阳去金陈步道二千里，车马行，无水道。举国事佛。有一道人命过葬，烧之数千束樵，故坐火中，乃更著石室中，从来六十余年，尸如故不朽。